# 블랙 차이나
블랙 차이나(Blac Chyna, 1988년 5월 11일 ~ )는 미국의 모델, 사교계 인사, 사업가이다.

## 같이 보기
- 서던 힙합